# Herré
Herré é uma comuna francesa na região administrativa da Nova Aquitânia, no departamento Landes. Estende-se por uma área de 25,2 km². Em 2010 a comuna tinha 143 habitantes (densidade: 5,7 hab./km²).